# Abdelatif Benazzi

a Compétitions nationales et continentales officielles uniquement.

b Matchs officiels uniquement.
Abdelatif Benazzi, né le 20 août 1968 à Oujda, est un joueur marocain et français de rugby à XV qui a joué en équipe du Maroc et en équipe de France évoluant au poste de deuxième ligne ou troisième ligne centre.
Depuis le 29 juin 2023, il est vice-président de la Fédération française de rugby délégué à l'international.

## Biographie

### Enfance et adolescence
Abdelatif Benazzi est né en 1968 à Oujda au Maroc. Sa famille est un important clan familial issu d’une dynastie noble. Elle possède la plus grande minoterie de la ville.
Abdelatif Benazzi vit une enfance repliée, entouré d’une famille nombreuse. Abdelatif est surnommé « Tabbouz », le grassouillet. Trop grand, trop gros, trop bien nourri, il subit moqueries et humiliations qui font de lui un enfant renfermé.
Après avoir commencé par le football, où il était gardien de but, puis l'athlétisme à l'Union Sportive Oujda en tant que lanceur de poids et de disque, il se tourne vers le rugby à XV. Il le découvre à l’âge de 14 ans. Considéré comme un sport de voyous, importé par les Français, le rugby est un sport peu populaire au Maroc. Au collège, un éducateur, Souilmi, lui apprend les rudiments du rugby. C’est la révélation pour lui. À 16 ans, Benazzi rencontre un Allemand, Reinhard Janik, qui l’initie aux subtilités du rugby au sein du club de Oujda, la meilleure équipe du Maroc. Benazzi est sélectionné en équipe junior marocaine en 1985, puis se fait remarquer dès sa première saison par des clubs français lors de tournées en Europe. À 18 ans, il est le meilleur joueur du pays.

### Carrière sportive
Il rejoint en 1988 le club de Cahors. Il parle à peine le français. Benazzi trouve rapidement sa place sur le terrain et devient le meilleur marqueur d’essais du Championnat de France de rugby à XV de 2e division 1988-1989 qui voit Cahors aller jusqu’en finale, battu par Lyon. Benazzi se fait remarquer : plusieurs grands clubs l'observent et c’est SU Agen, champion de France un an auparavant, qu'il rejoint.
SU Agen est un des meilleurs clubs français, et Benazzi joue aux côtés de son idole, Philippe Sella. Mais Benazzi va connaître l’exclusion en débarquant à Agen pendant l’été 1989. L’accueil y est glacial. Ses nouveaux coéquipiers du pack le rejettent. À l’entraînement, les mêlées tournent au pugilat. On ne lui fait pas jouer les matchs. Il va mettre six mois pour gagner sa place. Au terme de la saison 1989–1990, SU Agen joue la finale du championnat de France au Parc des Princes contre le Racing Club de France, rencontre où Benazzi est titulaire au côté de Bernard Mazzer. Le club agenais s'incline sur le score de 22 à 12.
Une sélection, à Casablanca avec l'équipe du Maroc contre l'équipe de Belgique en 1990, faillit l'empêcher de jouer en équipe de France, où il est sélectionné par Jacques Fouroux. Pour sa première sélection dans le XV de France, il est expulsé dès la treizième minute de la rencontre Australie-France disputée à Sydney le 9 juin 1990 et remportée sur le score de 21 à 9 par les Wallabies.
Le 27 octobre 1990, il joue son premier match avec les Barbarians français contre la Nouvelle-Zélande à Agen. Les Baa-Baas s'inclinent 13 à 23.
Abdel Benazzi participe à la Coupe du monde 1991 puis en 1993, il est sélectionné pour une tournée en Afrique du Sud. Sur le plan sportif, ce voyage est un échec pour lui (pour cause de blessure au genou, il ne joue aucun des tests matchs). Sur le plan personnel, il découvre les ghettos, les townships et rencontre Nelson Mandela.
Le 31 octobre 1992, il joue de nouveau avec les Barbarians français contre l'Afrique du Sud à Lille. Les Baa-Baas s'imposent 25 à 20. Le 11 novembre 1993, il est encore invité avec les Barbarians français pour jouer contre l'Australie à Clermont-Ferrand. Les Baa-Baas s'inclinent 26 à 43.
En 1994, il fait partie de la tournée de l’équipe de France en Nouvelle-Zélande. Double victoire consécutive face aux All Blacks, performance unique dans l’histoire de l’équipe de France. Il participe à « l’essai du bout du monde » lors du deuxième test-match.
Benazzi est repéré à l’étranger. On lui propose de venir jouer en Australie. Il hésite. La Fédération française de rugby à XV met son poids dans la balance. Il reste en France.
En 1995, il participe à sa deuxième Coupe du monde, lors de l'édition organisée en Afrique du Sud. L’équipe de France et Benazzi passent le premier tour en arrachant la victoire contre l’Écosse. Puis ils se qualifient pour les demi-finales en disposant de l’Irlande. Et c’est contre les Springboks que la France va jouer sa place en finale. Le 17 juin 1995, à Durban, sur les bords de l’Océan Indien, la pluie ne cesse de tomber transformant la pelouse en rizière, le match est injouable. Le coup d’envoi est retardé d’une heure et demie. Le match se déroule dans des conditions météorologiques dantesques. Benazzi marque à deux minutes de la fin, l’essai qui ouvre à la France les portes du paradis. Mais l’essai est refusé pour quelques centimètres. La France n’ira pas en finale de la Coupe du Monde.
En novembre 1996, Benazzi est nommé capitaine de l’équipe de France par la volonté du président de la Fédération. Lors du tournoi des cinq nations 1997, la France bat l’Angleterre chez elle à Twickenham lors d’un match à rebondissements. Lors du dernier match, contre l’Écosse au Parc des Princes, Benazzi marque le premier essai français. La France réalise le grand Chelem.
La même année, Benazzi est nommé au Haut Conseil à l’Intégration par Jacques Chirac. Il va y passer trois ans sous la direction de Simone Veil. Mais à partir du deuxième semestre 1997, Benazzi va voir en quelques mois son étoile pâlir. Après une tournée maussade en Australie, l’équipe de France subit une véritable déroute contre l’Afrique du Sud au Parc des Princes en novembre 1997. En tant que capitaine et « ancien », il est mis au banc des accusés. Et deux mois plus tard en janvier 1998, il se blesse gravement à un genou, il lui faudra plus d’un an pour revenir.
En 1999, après plus de douze mois de galère physique, il est sélectionné « in-extremis » pour sa troisième Coupe du monde. Après un début de compétition laborieux, à l’instar de toute l’équipe de France, il joue sa deuxième demi-finale de Coupe du monde contre des All Blacks archi-favoris emmenés par Jonah Lomu. Après un match historique et un incroyable retournement de situation, la France bat la Nouvelle-Zélande et se qualifie pour la finale. La finale oppose l’Australie à la France, le 6 novembre 1999. La France perd.
Le 9 mars 2000, il reçoit les insignes de chevalier de la Légion d’honneur des mains de Martine Aubry, alors ministre de l’emploi et de la solidarité. Le 20 mars 2000, Benazzi est reçu à l’Elysée lors de la première visite en France du roi Mohammed VI.
L’Angleterre est son dernier challenge sportif, où il retrouve comme entraîneur au club des Saracens, Francois Pienaar, le capitaine des Springboks sud-africains, qui l’avait battu en 1995. Benazzi raccroche définitivement les crampons en mai 2003 à l’âge de trente-quatre ans.

### Après-rugby
Président de l’Association Noor, il mène une action au Maroc visant à l’insertion des enfants par la pratique du sport, notamment par le ballon ovale. Quelque 1 000 jeunes Français et Marocains ont bénéficié de séances d’initiation données par des stars du sport national et international telles que la championne olympique Nawal El Moutawakil, Aziz Bougja, président de la Confédération africaine de rugby, Pascal Gentil, champion de taekwondo, Stéphane Mifsud, champion du monde de plongée et des fameux rugbymen Laurent Benezech, Laurent Cabannes, Olivier Merle et Olivier Roumat.
Il s’agit également, selon l’international marocain, de développer les autres activités sportives. « Mais si nous nous focalisons actuellement sur le rugby, c’est parce que l’on pense que le Maroc a toutes les chances de se qualifier à la Coupe du monde, qui sera organisée en France en 2007 », ajoute-t-il.
Il suit des études en management sportif à l'ESSEC, dont il sort diplômé en 2005.
De tous les internationaux rugbymen français, il a possédé la particularité d'être le premier sélectionné international dans deux pays distincts, le Maroc et la France.
Il coécrit, en 2005, avec le journaliste sportif Richard Escot, l'ouvrage Benazzi, une vie à l'essai, éd. Flammarion, préfacé par Nelson Mandela. Michel Gardère lui a consacré un livre intitulé Abdelatif Benazzi - l'homme aux trois patries : la France, le Maroc, le rugby, éd. La Table Ronde, 1995.
En 2007, il publie XV leçons pour coacher votre équipe et réussir dans vos entreprises, aux éditions Maxima.
En janvier 2015, à la suite de l'attaque dans les locaux de Charlie Hebdo, il condamne les événements et déclare au journaliste Nicolas Espitalier dans le journal Sud Ouest, « en tant que croyant musulman, moi qui ai toujours vécu ma religion en paix avec les uns et les autres, et Dieu sait que le rugby est un brassage de cultures, j'ai été horrifié de voir ça. J'ai été blessé dans mon âme. »
À partir de la saison 2015-2016, il revient vers le rugby et il devient manager général du Montpellier Hérault rugby. Il épaule l'entraîneur Jake White, notamment sur les questions de recrutement. Il annonce le 29 novembre 2016 qu'il quitte son poste et le club à la fin de l'année 2016.
En 2020, il est candidat pour intégrer le comité directeur de la Fédération française de rugby. Il est présent en 17e position sur la liste menée par Florian Grill et qui s'oppose à Bernard Laporte, président de la FFR. La liste obtient 9 sièges et Abdelatif Benazzi n'est donc pas élu au sein du comité directeur. Lors de l'élection partielle de mai 2023 pour renouveler 12 membres, il intègre le comité directeur avec 11 autres membres de la liste Ovale Ensemble, menée par Florian Grill, qui s'oppose à l'équipe en place. En juin 2023, Florian Grill est élu à la tête de la Fédération française de rugby et Abdelatif Benazzi devient vice-président délégué à l'international lors du comité directeur du 29 juin 2023. Il représente notamment la fédération au sein du Conseil de World Rugby avec Florian Grill et Brigitte Jugla. Il occupe aussi un rôle d'ambassadeur sur les sujets citoyens. En 2024, il est de nouveau candidat lors du renouvellement du comité directeur de la FFR, toujours sur la liste menée par le président sortant Florian Grill. La liste Ovale Ensemble l'emporte avec 67,22 % des voix et Benazzi intègre le comité d'orientation politique, nouvel organe de direction de la FFR.
En novembre 2024, il est candidat à la présidence de World Rugby, l'instance qui gère l'organisation mondiale de ce sport. Le 14 novembre, c'est l'australien Brett Robinson qui est élu face à Benazzi, 27 voix contre 25.
Il est président du comité du Tournoi des Six Nations depuis le 26 mars 2025. Il est responsable de « superviser toutes les questions sportives, de gouvernance et de réglementation qui concernent les Six Nations ».

## Palmarès

### En club
- Finaliste du Championnat de France (1) : 1990
- Vainqueur du Challenge Yves du Manoir (2) : 1992
- Finaliste du Challenge européen (1) : 1998

### En équipe nationale
- 1 sélection en équipe du Maroc en 1990
- 78 sélections en équipe de France entre 1990 et 2001
- 9 essais (45 points)
- Tournois des Cinq/Six nations disputés : 1991, 1993, 1994, 1995, 1996, 1997, 2000, 2001
- Grand Chelem : 1997, en tant que capitaine
- Vainqueur du Tournoi des Cinq nations : 1993
- Vainqueur de la Coupe Latine : 1997

#### Tournoi des Cinq/Six Nations
| Édition           | Rang | Résultats France | Résultats Benazzi | Matchs Benazzi |
| ----------------- | ---- | ---------------- | ----------------- | -------------- |
| Cinq Nations 1991 | 2    | 3 v, 0 n, 1 d    | 0 v, 0 n, 1 d     | 1/4            |
| Cinq Nations 1993 | 1    | 3 v, 0 n, 1 d    | 3 v, 0 n, 1 d     | 4/4            |
| Cinq Nations 1994 | 3    | 2 v, 0 n, 2 d    | 2 v, 0 n, 2 d     | 4/4            |
| Cinq Nations 1995 | 3    | 2 v, 0 n, 2 d    | 2 v, 0 n, 2 d     | 4/4            |
| Cinq Nations 1996 | 3    | 2 v, 0 n, 2 d    | 2 v, 0 n, 2 d     | 4/4            |
| Cinq Nations 1997 | 1    | 4 v, 0 n, 0 d    | 4 v, 0 n, 0 d     | 4/4            |
| Six Nations 2000  | 2    | 3 v, 0 n, 2 d    | 2 v, 0 n, 2 d     | 4/5            |
| Six Nations 2001  | 5    | 2 v, 0 n, 3 d    | 1 v, 0 n, 2 d     | 3/5            |

Légende : v = victoire ; n = match nul ; d = défaite ; la ligne est en gras quand il y a Grand Chelem.

#### Coupe du monde
En Coupe du monde, avec l'équipe de France :
- 1999 : vice-champion du monde, 6 sélections (Canada, Namibie, Fidji, Argentine, Nouvelle-Zélande, Australie)
- 1995 : 3e de la coupe du monde 6 sélections (Tonga, Côte d'Ivoire, Écosse, Irlande, Afrique du Sud, Angleterre), 1 essai
- 1991 : 3 sélections (Roumanie, Fidji, Canada)

| Édition             | Rang               | Résultats France | Résultats Benazzi | Matchs Benazzi |
| ------------------- | ------------------ | ---------------- | ----------------- | -------------- |
| Royaume-Uni 1991    | Quart-de-finaliste | 3 v, 0 n, 1 d    | 3 v, 0 n, 0 d     | 3/4            |
| Afrique du Sud 1995 | Troisième          | 5 v, 0 n, 1 d    | 5 v, 0 n, 1 d     | 6/6            |
| Royaume-Uni 1999    | Finaliste          | 5 v, 0 n, 1 d    | 5 v, 0 n, 1 d     | 6/6            |

Légende : v = victoire ; n = match nul ; d = défaite.

## Décorations et distinctions personnelles
- Chevalier de la Légion d'honneur (décret du 31 décembre 1999)[23]
- Officier de l'ordre national du Mérite (décret du 16 mai 2008)[24]
- Oscars du Midi olympique :  Oscar de Bronze 1997

## Vidéographie
- Champions de France - Abdelatif Benazzi, série Champions de France, film-portrait raconté par Moustapha Amokrane, co-réalisé par Pascal Blanchard et Rachid Bouchareb 2016, 2 minutes [voir en ligne]